# Heterospilus mordellistenae
Heterospilus mordellistenae är en stekelart som beskrevs av Henry Lorenz Viereck 1911. Heterospilus mordellistenae ingår i släktet Heterospilus och familjen bracksteklar. Inga underarter finns listade i Catalogue of Life.